# Babel Island
Babel Island är en ö i Australien. Den ligger i delstaten Tasmanien, i den sydöstra delen av landet, omkring 340 kilometer norr om delstatshuvudstaden Hobart. Arean är 4,6 kvadratkilometer. Den sträcker sig 3,2 kilometer i nord-sydlig riktning, och 2,8 kilometer i öst-västlig riktning.
Genomsnittlig årsnederbörd är 752 millimeter. Den regnigaste månaden är augusti, med i genomsnitt 85 mm nederbörd, och den torraste är januari, med 28 mm nederbörd.